# Acalypha seleriana
Acalypha seleriana é uma espécie de flor do gênero Acalypha, pertencente à família Euphorbiaceae.